# Герсон фон Блајхредер
Герсон фон Блајхредер (Берлин, 22. децембар 1822 – Берлин, 18. фебруар 1893) био је јеврејско-немачки банкар.
Блајхредер се родио у Берлину. Био је најстарији син Самуела Блајхредера, који је основао банкарску фирму С. Блајхредер 1803. године у Берлину. Герсон се први пут придружио породичном предузећу 1839. године. 1855. године, након смрти оца, Герсон је постао шеф банкарске компаније. Банка је одржавала блиске контакте са породицом Ротшилд; банкарска кућа Блајхредер деловала је као филијала банке Ротшилда у Берлину.
Традиционално, Ротшилди су представљали банкарске интересе немачке Конфедерације под контролом Аустрије у Европи. У сукобу између нагло растуће и растуће државе Пруске и "проаустријске" немачке Конфедерације, Ротшилд банка је у великој мери била затечена у непријатном положају усред сукоба.